# دیا (استان آمور)
دیا (به لاتین: Deya) یک منطقهٔ مسکونی در روسیه است که در استان آمور واقع شده‌است.